# Bartolomé José Gallardo
Bartolomé José Gallardo (født 13. august 1776, død 14. september 1852) var en spansk litteraturhistoriker.
Gallardo gjorde sig bekendt på to måder: ved sin store boglærdom og de rige samlinger, han tilvejebragte (til dels gik de desværre til
grunde i borgerkrigen 1823), og ved sin umådelige gnavenhed og bidskhed som litterær kritiker, dannet i 18. århundredes skole. Men
ubestridelig fortjeneste indlagde han sig ved tidsskriftet El Criticón, som han udgav en kort tid i 1830'erne, og som indeholder mange
værdifulde bibliografiske notitser, og især ved Ensayo de una biblioteca española de libros raros ó curiosos, udgivet af hans efterladte samlinger ved Sancho Rayon og Zarco del Valle (4 bind, de to første Madrid 1863—66, de to sidste sammesteds 1888—89). Det er et hovedværk for studiet af Spaniens ældre litteratur.